# Deandre Ayton
Deandre Edoneille Ayton (* 23. Juli 1998 in Nassau) ist ein bahamaischer Basketballspieler, der seit 2025 bei den Los Angeles Lakers in der NBA unter Vertrag steht.

## Laufbahn
Ayton wuchs in Nassau auf der Karibikinsel Bahamas auf. Er lebte dort in einer Zweizimmerwohnung mit seiner Mutter, seinem Stiefvater sowie vier Geschwistern. Im Alter von zwölf Jahren war er 2,02 Meter groß und fiel den Talentspähern bei einem Basketballcamp auf. Als Siebtklässler zog er nach San Diego in die Vereinigten Staaten und besuchte die Balboa City School. Ermöglicht wurde dieser Schritt durch einen US-Amerikaner namens Shaun Manning, der Ayton finanziell unterstützte. 2015 wechselte er an die Hillcrest Prep nach Phoenix. Er entwickelte sich zu einem der größten Talente und wurde in mehreren Nachwuchsranglisten von US-Medien in seinem Jahrgang an erster Stelle geführt.

### College
Ayton entschloss sich, seine Basketballkarriere nach dem Ende der Schulzeit auf Universitätsniveau fortzuführen und nahm ein Stipendium der University of Arizona an. In seinem ersten und einzigen Jahr in der Hochschulmannschaft der University of Arizona kam er auf 35 Einsätze und schloss die Saison 2017/18 mit Mittelwerten von 20,1 Punkten und 11,6 Rebounds ab, zudem blockte er je Begegnung durchschnittlich 1,9 gegnerische Würfe und bereitete 1,6 Korberfolge seiner Nebenleute vor. Er wurde als Spieler des Jahres der Spielklasse Pac-12 sowie als bester Power Forward der Saison im gesamten College-Basketball ausgezeichnet.

### NBA
Nach einem Jahr an der University of Arizona entschloss sich Ayton, ins Profilager zu wechseln und für das Draft-Verfahren der NBA im Juni 2018 anzumelden. Dort wurde er an erster Position von den Phoenix Suns ausgewählt. Im Spieljahr 2018/19 wurde er in 71 Begegnungen eingesetzt und kam auf Durchschnittswerte von 16,3 Punkten sowie 10,3 Rebounds. Ende Oktober 2019 wurde Ayton wegen eines Verstoßes gegen die Dopingbestimmungen der NBA für 25 Spiele gesperrt, nachdem Spuren eines unzulässigen harntreibenden Mittels festgestellt worden waren. Mitte Dezember 2019 lief seine Sperre aus, in seinem ersten Spiel zog sich der Bahamaer eine Knöchelverletzung zu und verpasste deshalb die folgenden fünf Partien. Insgesamt bestritt er bis 2023 einen Gesamtwert von 348 NBA-Spiele für Phoenix. In jedem seiner fünf Spieljahre, in denen er dort unter Vertrag stand, verzeichnete Ayton zweistellige Mittelwerte bei Punkten und Rebounds.
Ende September 2023 wurde Ayton im Rahmen eines Spielertausches, der drei Mannschaften betraf, an die Portland Trail Blazers abgegeben. In Portland blieb er bis 2025. Nachdem er für die Mannschaft während der Hauptrunde der Saison 2024/25 im Durchschnitt 14,4 Punkte sowie 10,2 Rebounds erzielt hatte, wechselte er im Sommer 2025 zu den Los Angeles Lakers.

## Karriere-Statistiken

### NBA

#### Hauptrunde
| Saison  | Team     | GP  | GS  | MPG  | FG % | 3P % | FT % | RPG  | APG | SPG | BPG | PPG  |
| ------- | -------- | --- | --- | ---- | ---- | ---- | ---- | ---- | --- | --- | --- | ---- |
| 2018–19 | Phoenix  | 71  | 70  | 30.7 | .585 | .000 | .746 | 10.3 | 1.8 | 0.9 | 0.9 | 16.3 |
| 2019–20 | Phoenix  | 38  | 32  | 32.5 | .546 | .231 | .753 | 11.5 | 1.9 | 0.7 | 1.5 | 18.2 |
| 2020–21 | Phoenix  | 69  | 69  | 30.7 | .626 | .200 | .769 | 10.5 | 1.4 | 0.6 | 1.2 | 14.4 |
| 2021–22 | Phoenix  | 58  | 58  | 29.5 | .634 | .368 | .746 | 10.2 | 1.4 | 0.7 | 0.7 | 17.2 |
| 2022–23 | Phoenix  | 67  | 67  | 30.4 | .589 | .292 | .760 | 10.0 | 1.7 | 0.6 | 0.8 | 18.0 |
| 2023–24 | Portland | 55  | 55  | 32.4 | .570 | .100 | .823 | 11.1 | 1.6 | 1.0 | 0.8 | 16.7 |
| Gesamt  | Gesamt   | 358 | 351 | 30.9 | .592 | .244 | .761 | 10.5 | 1.6 | 0.7 | 1.0 | 16.7 |

### Play-offs
| Saison  | Team    | GP | GS | MPG  | FG % | 3P % | FT % | RPG  | APG | SPG | BPG | PPG  |
| ------- | ------- | -- | -- | ---- | ---- | ---- | ---- | ---- | --- | --- | --- | ---- |
| 2020–21 | Phoenix | 22 | 22 | 36.4 | .658 | .00  | .736 | 11.8 | 1.1 | 0.8 | 1.1 | 15.8 |
| 2021–22 | Phoenix | 13 | 13 | 30.5 | .640 | .500 | .636 | 8.9  | 1.7 | 0.4 | 0.8 | 17.9 |
| 2022–23 | Phoenix | 10 | 10 | 31.9 | .550 | .00  | .522 | 9.7  | 1.0 | 0.6 | 0.7 | 13.4 |
| Gesamt  | Gesamt  | 45 | 45 | 33.7 | .629 | .500 | .661 | 10.5 | 1.3 | 0.6 | 0.9 | 15.9 |